# Phryganea unimaculata
Phryganea unimaculata là một loài Trichoptera trong họ Leptoceridae. Chúng phân bố ở miền Cổ bắc.